# Baljci (Tomislavgrad, BiH)
Baljci su naseljeno mjesto u općini Tomislavgrad u Federaciji Bosne i Hercegovine u Bosni i Hercegovini.

## Stanovništvo

### 1991.
Nacionalni sastav stanovništva 1991. godine bio je sljedeći:
ukupno: 43
- Srbi – 40 (93,02 %)
- Hrvati – 3 (6,98 %)

### 2013.
Na popisu 2013. godine bilo je bez stanovnika.